# Грозотто
Грозо́тто (итал. Grosotto) — коммуна в Италии, в провинции Сондрио области Ломбардия.
Население составляет 1689 человек, плотность населения составляет 32 чел./км². Занимает площадь 53 км². Почтовый индекс — 23034. Телефонный код — 0342.
Покровителем коммуны почитается святой Евсевий.